# Milan Zagorc
Milan Zagorc, pulski nogometni vratar. Došao je iz Trbovlja u Pulu kao vojnik i od 1959. nastupao je za NK Pulu. 

## Karijera
Kada je NK Istra ispala iz druge nogometne lige pristupio je labinskom Rudaru, potom pulskom Staklaru. Ponovno se vratio u NK Istru 1971./1972. u njezinoj drugoligaškoj sezoni. Bio je i trener vratara. Najveći rival bio mu je Željko Radošević.